# Pintara
Pintara is een geslacht van vlinders van de familie dikkopjes (Hesperiidae).

## Soorten
- P. pinwilli (Butler, 1877)
- P. tabrica (Hewitson, 1873)